# G-クレフ
G-クレフ（G-CLEF、ジークレフ）は、日本のインストゥルメンタル・バンド。グループ名はト音記号 (treble clef) の別名 G clef に由来する。

## 概要
ヴァイオリン、ピアノ、チェロ、コントラバスなどのアンプラグド楽器を用い、クラシック音楽のアレンジやオリジナルのフュージョンミュージックを制作・発表した。確かなテクニックに裏付けられたブレイク（即興演奏）やステージ上での派手なパフォーマンスなどから、荒唐無稽ならぬ「高等無稽」などと評された。メンバーを少しずつ変えながら活動し、7度に渡る全国ツアーや実績を残す。解散後も各々が音楽活動を続けている。

## 活動
東京藝術大学音楽学部の学生だった後藤勇一郎、落合徹也、榊原大によって結成。
1988年、CBS/SONY RECORDS主催「NEW ARTIST AUDITION'88」に出場、優秀グループ賞及びフジテレビ賞に選ばれる。
1989年、名前を「G-クレフ」とし、CBS/SONY RECORDSよりメジャー・デビュー。
1990年、アルバム「五右衛門」で日本レコード大賞アルバム企画賞を受賞。インストゥルメンタル・バンドとして初の『NHK紅白歌合戦』出場を果たす。
1994年、解散。

## メンバー
担当楽器及び在籍期間についてはディスコグラフィー参照
- 落合徹也
- 渡辺剛
- 柏木広樹
- 榊原大
- 宮崎仁- 2023年7月 永眠。
- 岡本哲史 - 現在ニューヨーク・フィルハーモニックに在籍する[1]。
- 菅原豊人
- 後藤勇一郎

主なサポートメンバー
- 松尾早人
- NÊNE：宮崎、菅原、橘田拓人、松尾により結成された、G-クレフのサポートグループ。全国ツアーにも同行する。

## ディスコグラフィ

### 代表曲
- 夏の嵐のテーマ
- 五右衛門
- ダンディ・ベア （大阪ガスCM曲）
- 山田かに蔵 -CANCER- （マツダ・クレフCM曲）

### アルバム
| #  | タイトル                               | 発売日     | メンバー | サポート |
| 1  | Pell-Mell                              | 1989.08.21 | 後藤勇一郎 Vn. 落合徹也 Vn. 榊原大 Pf.                                                                                          | 柏木広樹 Vc. 岡本哲史 Cb. 宮野弘紀 A.Gt. 篠崎正嗣Strings 奥慶一 Synth. Comp. Arr. 鳥山敬治 Prog. 千葉育夫 Prog. 深沢順 Prog. |
| 2  | 五右衛門                               | 1990.05.21 | 後藤勇一郎 Vn. Prog. 落合徹也 Vn. Prog. E.Bs. 榊原大 Pf. E.Pf. Prog. Pianica Euphonium 柏木広樹 Vc.                             | 岡本哲史 Cb. Comp. Arr. 宮崎仁 Ds. Perc. 奥村晶 Tp. Strings：桐山建志 杉浦清美 広田泉 村越伸子 百瀬久美 渡辺剛 山岸ゆり子 Chorus：古賀明子 藤村実穂子 桑原理恵 木佐貫満博 岡本泰寛 石井誠二                                                                                      |
| 3  | kiss to fence                          | 1990.11.01 | 落合徹也 Vn. Prog. E.Bs. 渡辺剛 Vn. Vla. Recorder 柏木広樹 Vc. 榊原大 Pf. E.Pf. Pianica Whistle                                 | 岡本哲史 Cb. Comp. Arr. 宮崎仁 Ds. Perc. 松尾早人 Pf. Prog. 菅原豊人 Cb. 澤村康恵 Cl. |
| 4  | Happy Box                              | 1991.06.01 | 落合徹也 Vn. Prog. E.Bs. Vo. 渡辺剛 Vn. 柏木広樹 Vc. 榊原大 Pf. Org. Synth. Pianica Celesta Rap Lyric                           | NÊNE：（菅原豊人 Cb 宮崎仁 Ds. Perc. 橘田拓人 Ds. 松尾早人 Prog.） 岡本哲史 Comp. Arr. 古賀明子 Soprano 青戸知 Bass 奥村晶 Tp. 小藤田康弘 A.Sax. |
| 5  | 12                                     | 1992.05.21 | 落合徹也 Vn. 渡辺剛 Vn. Vla. Ocarina Perc. 柏木広樹 Vc. Whistle 榊原大 Pf. Key. Pianica Prog. Rap 菅原豊人 Cb. 宮崎仁 Ds. Perc. | |
|    | 空がこんなに青いわけがない（サントラ） | 1992.10.21 | 落合徹也 Vn. 渡辺剛 Vn. 柏木広樹Vc. 榊原大Pf. 菅原豊人Cb. 宮崎仁Ds. Perc.                                                       | 澤村康恵 Cl. |
| 6  | g                                      | 1993.06.21 | 落合徹也 Vn. 渡辺剛 Vn. 柏木広樹Vc. 榊原大Pf. Key. 宮崎仁 Perc.                                                                 | Carlos Vega Ds. Nathan East E.Bs. Rafael Padilla Perc. Dan Higgins Fl. Chuck Domanico A.Bs. Mike Englandder Vib. Jimmy Johnson E.Bs. Jeff Beal Tp. Comp. Arr. Alex Acuna Perc. Clare Fischer Arr. Tris Imboden Ds. Arnie Egilsson E.Bs. Jorge Moraga Vla. Mitchell Sanchez Perc. |
| 7  | Dear Friends                           | 1994.06.22 | 落合徹也 Vn. 渡辺剛 Vn. 柏木広樹 Vc. Orgel、 榊原大 Pf. Synth. Rhodes Rap Orgel 宮崎仁 Ds. Perc.                                | 土肥晃 Ds. 樋沢達彦 E.Bs. 春名正治 Perc. S.Sax. 石橋敬一 A.Bs. 落合孝男 Vn. |
| 8  | BESTっと                               | 1994.09.21 | 落合徹也 Vn. Prog. 渡辺剛 Vn. 柏木広樹 Vc. 榊原大 Pf. Pianica Org. Rap 宮崎仁 Ds. Perc. 菅原豊人 Cb.                            | 岡本哲史 Cb. 土肥晃 Ds. Chuck Domanico A.Bs. Carlos Vega Ds. Rafael Padilla Perc. 橘田拓人 Ds. 樋沢達彦 E.Bs. 松尾早人 Prog. Nathan East E.Bs. Dan Higgins Fl. 落合孝男 Vn. 春名正治 Perc.                                                                                       |
| 9  | オーガニック・スタイル G-CLEF the BEST | 2007.06.20 | 落合徹也、渡辺剛、柏木広樹、榊原大、宮崎仁、菅原豊人、後藤勇一郎                                                                | |
| 10 | ゴールデン☆ベスト Golden Balls         | 2012.10.31 | 落合徹也、渡辺剛、柏木広樹、榊原大、宮崎仁、岡本哲史、菅原豊人、後藤勇一郎                                                      | |

### ライブ・ビデオ
| # | タイトル                  | 発売日     | メンバー                                                          | サポート                                          |
| 1 | WE ARE G-CLEF G-CLEF LIVE | 1991.11.01 | 落合徹也 Vn. 渡辺剛 Vn. 柏木広樹 Vc. 榊原大 Pf. Key.              | 菅原豊人 Cb. 宮崎仁 Perc. 橘田拓人 Ds.            |
| 2 | g-LIVE                    | 1993.10.21 | 落合徹也 Vn. 渡辺剛 Vn. 柏木広樹 Vc. 榊原大 Pf. Key. 宮崎仁 Perc. | 土肥晃 Ds. 樋沢達彦 E.Bs. 春名正治 Sax. Fl. Perc. |

## 出演

### テレビ
- ドラマ「夏の嵐」（1989年、東海テレビ）楽曲演奏
- 音楽・夢コレクション（1989年 - 1991年、NHK）レギュラー
- ミュージック・ネットワーク（1991年、WOWOW）
- ラジごめII金曜日の王様（1992年5月8日、中京テレビ）

### NHK紅白歌合戦出場歴
| 年度/放送回              | 回 | 曲目          | 出演順 |
| ------------------------ | -- | ------------- | ------ |
| 1990年（平成2年）/第41回 | 初 | WE ARE G-CLEF | 23/29  |

注意点
- 出演順は「出演順/出場者数」で表す。

### ラジオ
- マジカルポップG（1992年4月 - 、bay FM）レギュラー

### 映画
- 空がこんなに青いわけがない（1993年） 柄本明監督